# Sorgenti della Nova
Sorgenti della Nova è un sito archeologico dell'età del bronzo situato nel cuore della Maremma tosco-laziale, al limite occidentale della provincia di Viterbo e del comune di Farnese, nel punto in cui il fosso La Nova segna il confine con la Toscana. L'area è quasi completamente isolata e questo l'ha risparmiata da un'intensa urbanizzazione. Sulle carte dell'Istituto Geografico Militare IGM il sito è denominato "La Roccaccia", ma nella terminologia locale viene definito "Castellaccio"; entrambi i toponimi fanno riferimento ad un castello abbandonato i cui ruderi e, in particolare, i resti di una torre sono ben visibili dalle aree circostanti.

## Storia delle ricerche
I primi saggi vennero effettuati da Ferrante Rittatore Vonwiller nel 1968: essi permisero di evidenziare una frequentazione del sito durante la fine dell'età del bronzo (seconda metà dell'XI-X sec. a.C.). Negli anni 1972-1973, l'area venne interessata da lavori di una cava di pomice che intaccò pesantemente i fianchi della rupe, in particolare quello settentrionale e il fronte occidentale. Durante le operazioni di escavazione molti resti archeologici furono travolti dalle ruspe e la struttura dell'insediamento ne rimase gravemente alterata; infatti, un'intera porzione dell'abitato andò distrutta, si perse il diretto collegamento con la fonte, il fosso della Porcareccia venne interrato e l'antica struttura idrica ne risultò stravolta.. Dal 1974 iniziarono gli scavi sistematici che ancora continuano (al 2024) senza interruzioni e che hanno permesso una graduale scoperta dell'abitato. Dal 1976 lo scavo è sotto la direzione di Nuccia Negroni Catacchio prima per conto dell'Università degli Studi di Milano, Dipartimento di Scienze dell'Antichità e dal 2009 del Centro Studi di Preistoria e Archeologia (CSP) Milano, concessionari dello scavo, con la collaborazione della Soprintendenza Archeologia, Belle Arti e Paesaggio per la provincia di Viterbo e per l'Etruria Meridionale.

## Abitato dell'età del bronzo
L'abitato dell'età del bronzo di Sorgenti della Nova si estendeva pressoché completamente sulla rupe di tufo e pomice limitata dai corsi d'acqua della Varlenza e della Porcareccia. Nell'insediamento sono stati identificati quattro diversi tipi di strutture abitative: capanne a base incassata, di limitata estensione, concentrate nella sommità della rupe; abitazioni a pianta ellittica con fondazione su canalette, localizzate sulla sommità pianeggiante della rupe e sui fianchi dove i terrazzamenti creati artificialmente; grotte artificiali scavate nel banco tufaceo estese su tutti i fianchi; lunga abitazioni monumentale a fossato disposta ai piedi della rupe.

### Settore I
Il settore I occupava il pianoro sul versante occidentale alla sommità della rupe di Sorgenti della Nova, ad una quota di 290-295 m sul livello del mare: le indagini hanno permesso di evidenziare tre capanne a base incassata e strutture di servizio scavate nel banco tufaceo, che dominavano dall'alto la sorgente e avevano una posizione privilegiata protetta, ma anche proiettata verso la principale via di accesso e di collegamento verso l'esterno.

### Settore III
Il settore III invece si apre a mezza costa sul versante settentrionale e risulta fortemente intaccato dai lavori di cava, oltre che dal naturale processo di erosione della roccia: si tratta di un pianoro artificiale stretto e allungato, su cui sono state costruite due abitazioni a pianta ellittica di grandi dimensioni, protette a monte dalla parete rocciosa, che ne segue esattamente l'andamento. In essa si aprono numerose grotte di varie dimensioni, di diversa funzione. Esisteva inoltre il cosiddetto “settore III distrutto” (III D): si tratta di un'area posta sempre sul versante settentrionale, così chiamata perché completamente devastata dai lavori di cava, in cui è stato possibile documentare la presenza di alcune grotte e di un forno.

### Settore IV
Il settore IV è situato nella parte ovest del versante settentrionale, ad una quota compresa tra 239 e 242 m sul livello del mare, probabilmente lungo un'area terrazzata. In questo punto la cava non si è limitata ad asportare la porzione superiore delle strutture, ma ne ha distrutto la parte anteriore, lasciando in molti casi solo il fondo delle grotte artificiali; ne sono state rinvenute sette. Le grotte di questo settore presentano una caratteristica mancante alle altre finora note: l'ambiente principale, in genere a pianta sub-rettangolare, termina in una grande abside o in una nicchia.

### Settore V
Il settore V è costituito da una striscia monte-valle posta sul versante meridionale, che va dalla sommità della rupe ai suoi piedi. La sua esplorazione ha fornito un quadro complessivo del sistema insediativo, evidenziando una serie di terrazzamenti artificiali su cui si distribuivano le strutture abitative. Dal basso verso l'alto si distinguono le seguenti ripartizioni: il settore Va con un'ampia grotta artificiale, il Vb con la struttura a fossato,, il Vc con un'abitazione a pianta ellittica e due grotte il Vd con una grande abitazione di epoca medievale e infine il Ve, con una struttura a base incassata articolata in due ambienti.

### Settore IX
Il settore IX è collocato sul versante settentrionale della rupe, poco sotto la sommità. L'area è interessata da un ampio terrazzamento artificiale, sul quale si sono susseguite nel tempo tre grandi abitazioni a pianta ellittica con fondazione su canalette. Nella parete a monte, inoltre, sono state create nella roccia numerose strutture che rendono questo settore similare al Settore III collocato sullo stesso versante ma su un terrazzo sottostante. Tuttavia delle tre abitazioni si conserva solo la metà a monte, la restante è stata distrutta dal taglio dell'abitazione più recente e dai fenomeni erosivi riscontrati anche in altri settori dell'abitato, come il Sett. III e il Sett. Vc.

### Settore XII
Il settore XII è situato sul versante meridionale e nell'area sommitale orientale della rupe: qui sono state portate alla luce alcune strutture a base incassata, tra cui una capanna articolata in due ambienti.

### Settore XIII
Il settore XIII si trova anch'esso sul versante meridionale della rupe, nella sua parte più orientale. È composto da tre grotte che mostrano tracce di frequentazione protostorica e riadattamenti di epoca medievale. Gli scavi, ancora in corso, hanno per ora riguardato la grotta situata più ad est e l'area antistante; presso quest'ultima, la roccia di base appare in pendenza verso sud-ovest e sembra esservi presente un ampio incasso che attraversa tutto il settore, parallelamente all'andamento del pendio, le cui tracce sono state individuate anche al di fuori dell'area scavata in direzione est: sembra trattarsi di un percorso, forse una strada, che in epoca antica doveva collegare le varie zone dell'abitato. Altro elemento di interesse venuto alla luce è un probabile sistema di deflusso delle acque, costituito da una vasca interna alla grotta e da una serie di canalette ad essa collegate.

## Abitato medievale
L'abitato protostorico di Sorgenti della Nova venne abbandonato all'inizio dell'età del bronzo (X sec. a.C.) e solo scarsi materiali ne indicano una frequentazione occasionale in età etrusca e forse sporadicamente anche in epoca longobarda. La rioccupazione stabile della rupe sembra ipotizzabile tra l'XI e il XII secolo; proprio in questo periodo viene infatti a formarsi il primo nucleo dell'abitato di Castiglione, che dalle informazioni d'archivio sembra essere un centro rilevante già dalla seconda metà del XII secolo. L'insediamento medievale mostra un'estensione maggiore di quella ipotizzata in un primo momento, quando sembrava limitato alla sola sommità della rupe e quindi di dimensioni minori rispetto all'abitato dell'età del bronzo. In realtà oltre alla sommità, dove troviamo l'area signorile con i ruderi della torre e i resti della chiesa e dell'area cimiteriale, occupa anche tutti i versanti della collina, con grotte artificiali talvolta realizzate ampliando strutture protostoriche e case in parte scavate nella roccia e in parte costruite in elevato., Accanto a questo tipo di strutture si può ipotizzare la presenza di abitazioni lignee, di cui restano i buchi di palo della fondazione, quasi indistinguibili dalle più antiche capanne dell'età del bronzo. L'abbandono del sito dovrebbe collocarsi nel più generale fenomeno di abbandono degli abitati fortificati d'altura seguito alla grande crisi trecentesca. Durante gli scavi tuttavia sono state identificate tracce e raccolti materiali che testimoniano una frequentazione sporadica ma continua dell'area fino a età moderna anche dopo la cessazione della vita dell'abitato medievale.